# 萘帕他定
萘帕他定是一种有机化合物，化学式为C14H16N2，可用作抗抑郁药。

## 合成
它可按下式反应制得：
它可以N-甲基萘-2-乙酰胺为原料，和氟硼酸三乙基𨦡反应后，再与甲胺反应制得。